# SAR-Klasse 21
Die Lokomotive der Klasse 21 der South African Railways (SAR) war eine Dampflokomotive mit der Achsfolge 1’E2’ (Texas). Das Einzelstück mit der Bahnnummer 2551 wurde 1937 von North British geliefert. 
Die Lokomotive war in der Absicht entstanden, eine möglichst leistungsfähige, aber nicht gelenkige Lokomotive mit 15 t Achslast zu bauen. Um engere Kurven durchfahren zu können, waren die Räder der Treibachse sowie einer weiteren Kuppelachse ohne Spurkränze ausgeführt. Der Kessel war der Standardkessel 3B, der auch bei den Klassen 15E und F sowie 23 verwendet wurde. Ursprünglich war – wie vielen in dieser Zeit für die SAR gebauten Lokomotiven – eine Caprotti-Ventilsteuerung vorgesehen, gebaut wurde die Lokomotive dann aber mit Walschaerts-Steuerung.
Auch der sechsachsige Tender – der erste der SAR – war eine Versuchskonstruktion: Er hatte die Achsfolge 1’4 1’, also vier fest im Rahmen gelagerte Achsen und zwei als Bisselgestell ausgeführte Endachsen. Das Experiment wurde nicht wiederholt; alle weiteren sechsachsigen Tender der SAR erhielten dreiachsige Drehgestelle.
Fünffach gekuppelte Lokomotiven konnten sich in Südafrika ebenfalls nicht durchsetzen. Nur eine einzige Bauart ist in Serie gebaut worden, die bereits 1899 eingeführten „Reid ten-wheeler“ der Natal Government Railways. Die insgesamt nur vier fünffach gekuppelten Schlepptenderlokomotiven verteilten sich auf drei Versuchsbauarten: die 1927 gebaute Klasse 18 (1’E1’) mit Dreizylindertriebwerk, die 1934 gebaute Klasse 20 (ebenfalls 1’E1’) sowie schließlich die Klasse 21.
Die Nr. 2551 war hauptsächlich in der Region um Pretoria im Einsatz und wurde 1952 nach 15 Betriebsjahren verschrottet.

## Klasse 22
Die SAR hatte noch eine weitere 1’E2’-Lokomotive in Planung, die im Gegensatz zur Klasse 21 für 22 t Achslast ausgelegt war. Vorgesehen war ein Treibraddurchmesser von 5 Fuß (1524 mm), eine Rostfläche von 7,43 m² und ein Gesamtgewicht (ohne Tender) von etwa 142 t. Die Lokomotive wäre damit größer und schwerer gewesen als die nach dem Krieg gebaute Klasse 25 (Achsfolge 2'D2' bei gleichem Treibraddurchmesser).
Der Entwurf erhielt zwar die Klassenbezeichnung 22, wurde jedoch nicht gebaut, weil die hohe Achslast den Einsatz der Lokomotive auf wenige Hauptstrecken begrenzt hätte. Die 22 ist damit die einzige Lücke in den Klassenbezeichnungen 1 bis 26 für die Schlepptender-Dampflokomotiven der SAR.